# (5301) Novobranets
(5301) Novobranets es un asteroide perteneciente al cinturón de asteroides, descubierto el 20 de septiembre de 1974 por la astrónoma ucraniana Liudmila Zhuravliova desde el Observatorio Astrofísico de Crimea (República de Crimea).

## Designación y nombre
Designado provisionalmente como 1974 SX1. Fue nombrado Novobranets en homenaje al escritor ruso y ucraniano Vasilij Andreevich Novobranets.

## Características orbitales
Novobranets está situado a una distancia media del Sol de 2,275 ua, pudiendo alejarse hasta 2,643 ua y acercarse hasta 1,907 ua. Su excentricidad es 0,161 y la inclinación orbital 6,437 grados. Emplea 1253,66 días en completar una órbita alrededor del Sol.

## Características físicas
La magnitud absoluta de Novobranets es 13,9. Tiene 4 km de diámetro y su albedo se estima en 0,384.